# Nemaspela taurica
Nemaspela taurica is een hooiwagen uit de familie aardhooiwagens (Nemastomatidae).